# Dwight Lodeweges
Dwight Lodeweges (Turner Valley, 26 oktober 1957) is een in Canada geboren Nederlands voormalig voetballer en huidig voetbaltrainer. Hij debuteerde voor Go Ahead Eagles op 22 februari 1976, in de met 1-2 gewonnen uitwedstrijd tegen MVV in Maastricht.

## Speler
Verdediger Lodeweges speelde betaald voetbal in Nederland bij Go Ahead Eagles, in Canada bij Edmonton Drillers en in de Verenigde Staten bij Minnesota Strikers. Bij beide laatste clubs was hij ook actief in het zaalvoetbal. Als centrumverdediger (voorstopper) scoorde hij in 394 wedstrijden 42 goals.
Lodeweges was Nederlands jeugdinternational en nam deel aan het Europees kampioenschap voetbal onder 18 - 1976.

## Trainer
Na zijn voetbalcarrière werd hij trainer. Hij was onder meer assistent-trainer bij Go Ahead Eagles en sc Heerenveen. Van 1998 tot 2001 was hij hoofdtrainer bij FC Zwolle.
In januari 2008 kwam hij als assistent mee met Sef Vergoossen, die trainer-coach bij PSV werd. Ze vervulden die beide functies daarvoor bij Nagoya Grampus Eight. Na het vertrek van Vergoossen, medio 2008, bleef Lodeweges aan als assistent. Op 29 januari 2009 werd hij interim hoofdtrainer bij PSV na het opstappen van Huub Stevens. Hij werd hierbij geassisteerd door Jan Wouters.
Op 9 april 2009 werd bekend dat Lodeweges voor twee seizoenen de taak van hoofdcoach op zich zou gaan nemen bij de Nijmeegse club N.E.C. Op 27 oktober van dat jaar stapte hij echter al op bij datzelfde N.E.C.
Vanaf februari 2010 was hij hoofdtrainer bij het toekomstige NASL-team FC Edmonton. Hij werd vergezeld door Hans Schrijver, coach van het beloftenelftal van Oranje Die club verliet Lodeweges in december 2010, na alleen vriendschappelijke wedstrijden met Edmonton gespeeld te hebben, om samen met zijn assistent Hans Schrijver aan de slag te gaan bij JEF United in Japan. Daar werden zij beiden op 21 oktober 2011 ontslagen.
Vanaf 7 november 2011 nam hij een aantal trainingen waar bij VVOP A1 alvorens in 2012 te vertrekken naar de Harderwijkse hoofdklasser VVOG, waar hij hoofdtrainer werd.
Op 19 februari 2013 werd bekend dat Lodeweges een tweejarig contract had getekend bij SC Cambuur. Daar werd hij naast trainer ook verantwoordelijk voor het technische beleid. Op 31 maart 2014 werd bekend dat Lodeweges een 1-jarig contract bij sc Heerenveen had getekend. Nadat Lodeweges door deze keuze danig onder druk kwam van supporters van SC Cambuur, die de training probeerden te verstoren, trad Lodeweges terug als hoofdtrainer van SC Cambuur. Met sc Heerenveen haalde hij de zevende plek (play-offs) in het seizoen 2014/2015. Op 20 oktober 2015, twee dagen na de nederlaag tegen Feyenoord (2-5), stapte hij op bij sc Heerenveen. Er was sprake van een bestuurscrisis binnen de club en de sportieve prestaties bleven uit (vijftiende in de competitie). Hij werd opgevolgd door Foppe de Haan.
Vanaf 2016 was hij in dienst bij PEC Zwolle als coach ter ondersteuning bij de laatste stap in de opleiding van jonge talenten. Vanaf het seizoen 17/18 werkte hij als assistent bij het eerste elftal van de club. Op 15 februari 2018 werd hij aangesteld als assistent van bondscoach Ronald Koeman bij het Nederlands elftal. Op 19 augustus 2020 werd Lodeweges aangesteld als interim-bondscoach omdat bondscoach Ronald Koeman vertrok naar FC Barcelona.
Op 24 september werd Frank de Boer aangesteld als nieuwe bondscoach, waarmee Lodeweges weer terugkeerde in zijn oude functie van assistent-bondscoach. De Boer stapte op dinsdag 29 juni 2021 op als bondscoach en op 30 juni werd bekend dat de KNVB optie om het contract van Lodeweges met een jaar te verlengen niet gebruikt waardoor zijn contract als assistent afloopt.
Op 2 februari 2023 werd Lodeweges tot het einde van het seizoen 2022/23 aangesteld als assistent-trainer van Johnny Heitinga bij Ajax, nadat Alfred Schreuder werd ontslagen.
Hij werd door bondscoach Ronald Koeman als assistent toegevoegd aan de staf van het Nederlands elftal voor het Europees kampioenschap voetbal 2024 als vervanger van Sipke Hulshoff.